# Liste der Bodendenkmäler in Penzing (Bayern)
Auf dieser Seite sind die Bodendenkmäler in der oberbayerischen Gemeinde Penzing zusammengestellt. Diese Tabelle ist eine Teilliste der Liste der Bodendenkmäler in Bayern. Grundlage ist die Bayerische Denkmalliste, die auf Basis des Bayerischen Denkmalschutzgesetzes vom 1. Oktober 1973 erstmals erstellt wurde und seither durch das Bayerische Landesamt für Denkmalpflege geführt wird. Die folgenden Angaben ersetzen nicht die rechtsverbindliche Auskunft der Denkmalschutzbehörde.

## Bodendenkmäler der Gemeinde Penzing

### Bodendenkmäler in der Gemarkung Epfenhausen
| Lage                                       | Objekt | Akten-Nr.     | Bild           |
| ------------------------------------------ | --- | ------------- | -------------- |
| Epfenhausen Paul-Waldmann-Weg 5 (Standort) | Untertägige spätmittelalterliche und frühneuzeitliche Befunde im Bereich der Katholischen Pfarrkirche Mariä Himmelfahrt in Epfenhausen und ihres Vorgängerbaus. Siehe auch: Mariä Himmelfahrt (Epfenhausen), Epfenhausen | D-1-7931-0132 | weitere Bilder |

### Bodendenkmäler in der Gemarkung Oberbergen
| Lage                                     | Objekt | Akten-Nr.     | Bild |
| ---------------------------------------- | --- | ------------- | ---- |
| Oberbergen St.-Magnus-Gasse 1 (Standort) | Untertägige spätmittelalterliche und frühneuzeitliche Befunde im Bereich der Katholischen Pfarrkirche St. Magnus in Oberbergen. Siehe auch: Oberbergen (Penzing) | D-1-7931-0139 |      |

### Bodendenkmäler in der Gemarkung Penzing
| Lage                                     | Objekt | Akten-Nr.     | Bild           |
| ---------------------------------------- | --- | ------------- | -------------- |
| Penzing (Standort)                       | Körpergräber vor- und frühgeschichtlicher Zeitstellung. | D-1-7931-0036 |                |
| Penzing (Standort)                       | Reihengräberfeld des frühen Mittelalters. | D-1-7931-0037 |                |
| Penzing (Standort)                       | Verebnete Grabhügel mit Bestattungen der Hallstattzeit. Siehe auch: Hallstattzeit                                                                                                   | D-1-7931-0038 |                |
| Penzing (Standort)                       | Hofwüstung des späten Mittelalters und der frühen Neuzeit (Kreuthof) mit zugehöriger Hofkapelle. Siehe auch: Wüstung                                                                | D-1-7931-0126 |                |
| Penzing (Standort)                       | Hofwüstung des späten Mittelalters und der frühen Neuzeit (Höschlhof) mit zugehöriger Hofkapelle.                                                                                   | D-1-7931-0127 |                |
| Penzing Magnus-Hackl-Straße 2 (Standort) | Untertägige mittelalterliche und frühneuzeitliche Befunde im Bereich der Katholischen Pfarrkirche St. Martin in Penzing und ihrer Vorgängerbauten. Siehe auch: St. Martin (Penzing) | D-1-7931-0129 | weitere Bilder |
| Penzing Kapellenberg 1 (Standort)        | Untertägige mittelalterliche und frühneuzeitliche Befunde im Bereich der Katholischen Kapelle St. Anna in Penzing.                                                                  | D-1-7931-0130 |                |
| Penzing (Standort)                       | Untertägige spätmittelalterliche und frühneuzeitliche Befunde im Bereich der Katholischen Kapelle St. Stephan in Stillern. Siehe auch: Stillern (Penzing)                           | D-1-7931-0140 |                |
| Penzing (Standort)                       | Körpergräber der frühen Bronzezeit und Siedlung der römischen Kaiserzeit. | D-1-7931-0145 |                |
| Penzing (Standort)                       | Grabhügel vorgeschichtlicher Zeitstellung. | D-1-7931-0146 |                |

### Bodendenkmäler in der Gemarkung Ramsach
| Lage                               | Objekt | Akten-Nr.     | Bild           |
| ---------------------------------- | --- | ------------- | -------------- |
| Ramsach An der Kirche 2 (Standort) | Untertägige frühneuzeitliche Befunde im Bereich der Katholischen Filialkirche St. Pankratius in Ramsach und ihres Vorgängerbaus. Siehe auch: St. Pankratius (Ramsach, Penzing), Ramsach (Penzing) | D-1-7931-0137 | weitere Bilder |

### Bodendenkmäler in der Gemarkung Untermühlhausen
| Lage                                             | Objekt | Akten-Nr.     | Bild           |
| ------------------------------------------------ | --- | ------------- | -------------- |
| Untermühlhausen (Standort)                       | Körpergräber des frühen Mittelalters. Siehe auch: Körpergrab                                                                                               | D-1-7931-0031 |                |
| Untermühlhausen (Standort)                       | Abschnittsbefestigung des frühen Mittelalters (Burgselberg).                                                                                               | D-1-7931-0032 |                |
| Untermühlhausen Johann-Baudrexl-Weg 1 (Standort) | Untertägige mittelalterliche und frühneuzeitliche Befunde im Bereich der Katholischen Pfarrkirche St. Benedikt in Untermühlhausen und ihres Vorgängerbaus. | D-1-7931-0134 | weitere Bilder |